# Église de la Sainte-Trinité (Saint-Pétersbourg)

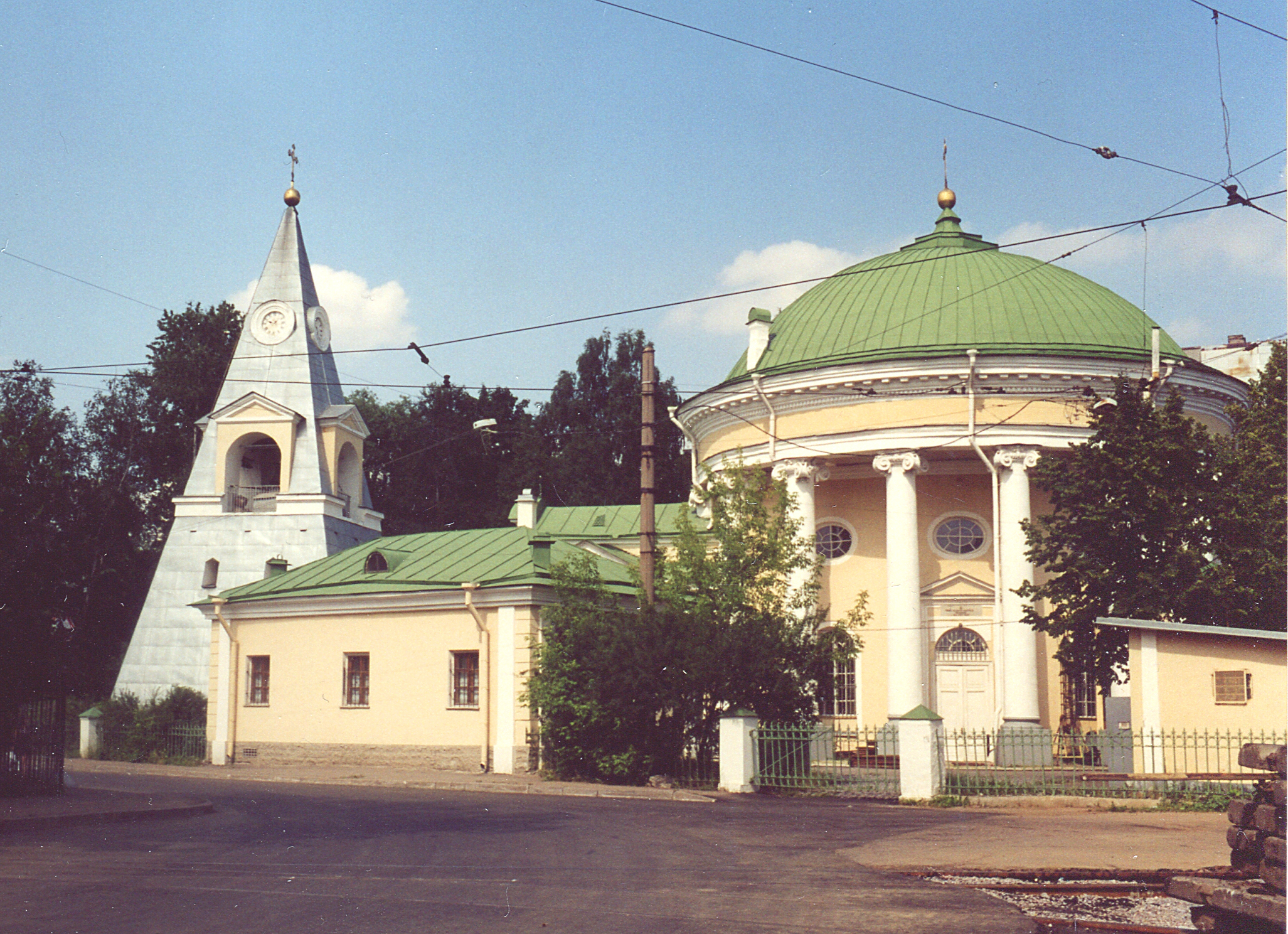
Vue de l'église

L'église de la Sainte-Trinité, dite église « Koulitch et Paskha » (en russe : Троицкая церковь), est une église orthodoxe de Saint-Pétersbourg de style néoclassique, construite en 1785-1790 par Nikolaï Lvov. Elle a été commandée par le général-prince Wiazemski (1727-1793), pour son domaine et pour la paroisse des habitants de son village qui s'appelait Alexandrovskoïe (aujourd'hui district de Saint-Pétersbourg, entré dans les limites de la municipalité en 1917). Elle se trouve sur la rive gauche de la Néva au sud-est du quartier historique de la ville et dépend de l'éparchie de Saint-Pétersbourg du patriarcat orthodoxe de Russie.

## Historique et architecture

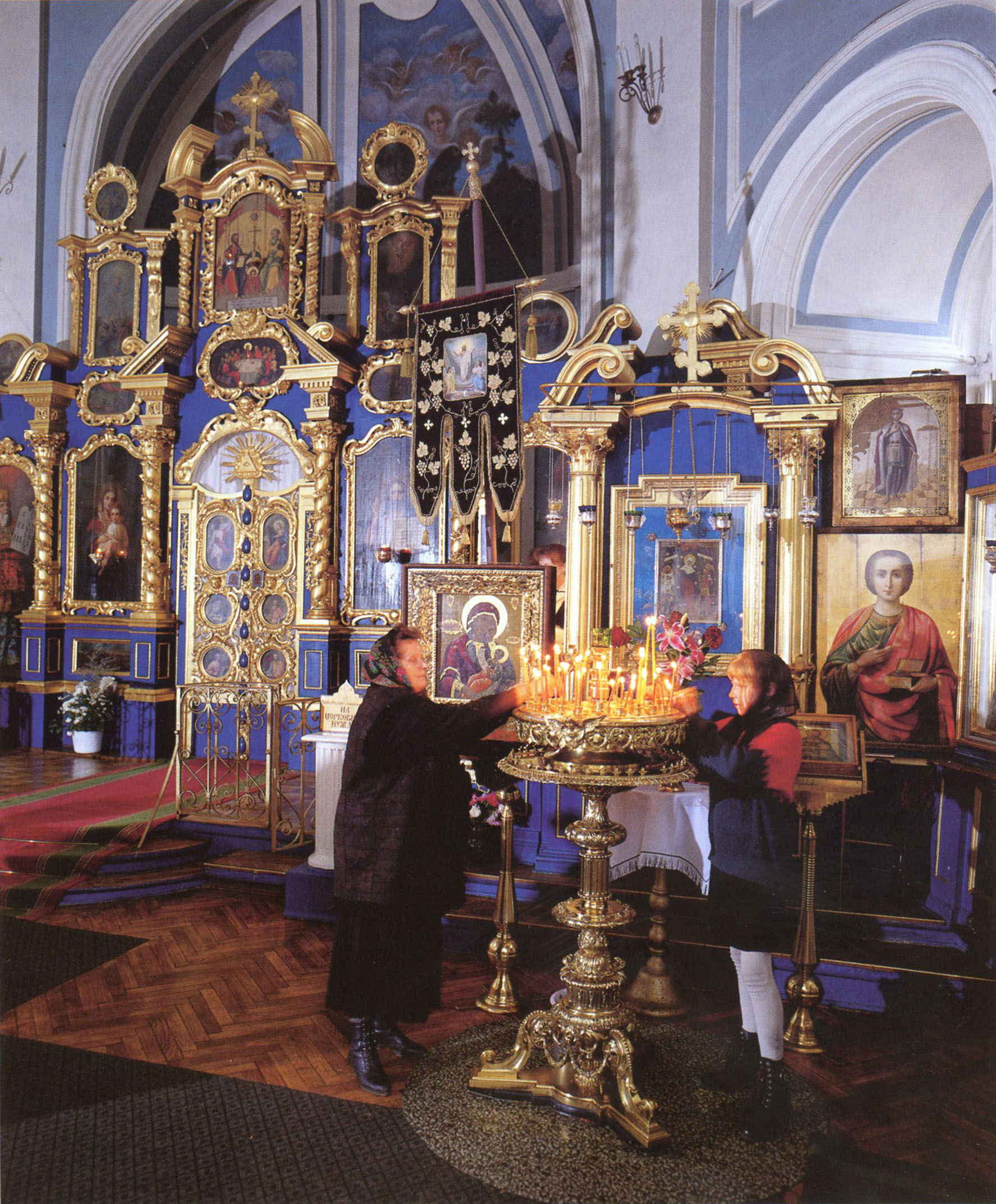
Vue de l'iconostase

Le prince Wiazemski commande à l'architecte Lvov une église rappelant par son architecture les gâteaux que l'on sert pour la fête de Pâques: c'est-à-dire la paskha, de forme triangulaire, et le koulitch, de forme ronde. L'église elle-même est une rotonde entourée d'une colonnade ionique de seize colonnes soutenant une coupole plate sans tambour. La façade circulaire est percée de fenêtres rondes en œil de bœuf sur la rangée supérieure et, sur la rangée inférieure, de fenêtres hautes se terminant en arc de cercle, ainsi que d'une porte surmontée d'un fronton à la grecque du côté de l'entrée et une autre de l'autre côté. La coupole est décorée d'une croix sur un globe.
L'absence de tambour donne une certaine obscurité à l'intérieur de l'édifice, notamment dans la partie réservée à l'autel cachée derrière l'iconostase, ce qui donne un effet d'illusion d'optique, l'église paraissant en effet beaucoup plus grande que vue de l'extérieur. L'intérieur en bleu pâle est décoré de pilastres corinthiens. Les murs au-dessus de l'autel sont peints de fresques d'anges.
En 1858, la partie de l'autel est surmontée d'un petit tambour, tandis que l'église est prolongée par un narthex rectangulaire, pour avoir plus de place et faciliter la liturgie.
Le clocher à part, quant à lui, est de forme pyramidale à quatre faces, reprenant celle de la paskha qui symbolise la Trinité (d'après le triangle) et l'Église. Les parois sont recouvertes de métal. Le clocher possède deux niveaux. Le baptistère se trouve au niveau inférieur, tandis que le niveau supérieur abrite les cloches. Les deux niveaux sont séparés à l'extérieur par une corniche. Au-dessus de celle-ci, une fenêtre ouverte en chien assis surmonté d'un fronton permet d'entendre les cloches des quatre côtés. Chaque côté est décoré en haut d'une pendule. C'est ici que, selon les registres paroissiaux, fut baptisé le futur amiral Koltchak, le 15 décembre 1874 (27 décembre dans le calendrier grégorien), dont le père était un des dirigeants de l'usine Oboukhov, juste à proximité.
Cette église fut l'une des rares de Saint-Pétersbourg (Léningrad à l'époque) à être demeurée plus longtemps ouverte au culte pendant la période d'athéisme prônée par le régime soviétique. Pourtant son curé est arrêté le 10 avril 1937 et fusillé le 5 décembre suivant. L'église est fermée au culte au printemps 1938, désacralisée et transformée en club de réunion des habitants du quartier. La décoration intérieure et le mobilier sont détruits, dont une fameuse icône de la Trinité commandée par les paroissiens en 1824.
Après la guerre meurtrière, les quelques fidèles du quartier reçoivent la permission de rouvrir leur église, en avril 1946. Elle est consacrée en juin. Toutes les icônes et objets liturgiques proviennent d'autres églises fermées au culte ou détruites. Il en est ainsi de l'iconostase du XVIIIe siècle, bleu et or de style rococo, provenant de l'église de l'Annonciation de l'île Vassilievski, fermée en mars 1936. Une icône fort réputée représentant Notre-Dame-Consolatrice-des-Affligés en provenance de la collégiale de la Transfiguration est transférée en juin 1946.

## Numismatique
La Sberbank édite une pièce de monnaie de collection en argent (dans la série « monuments architecturaux de Russie ») de trois roubles représentant l'église, le 1er mars 2010. C'est une édition limitée à dix mille exemplaires, de 31,1 grammes.

## Illustrations

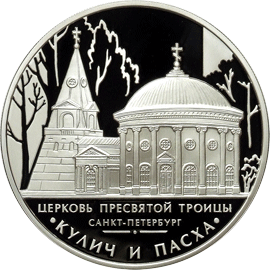
Vue de la pièce éditée en 2010
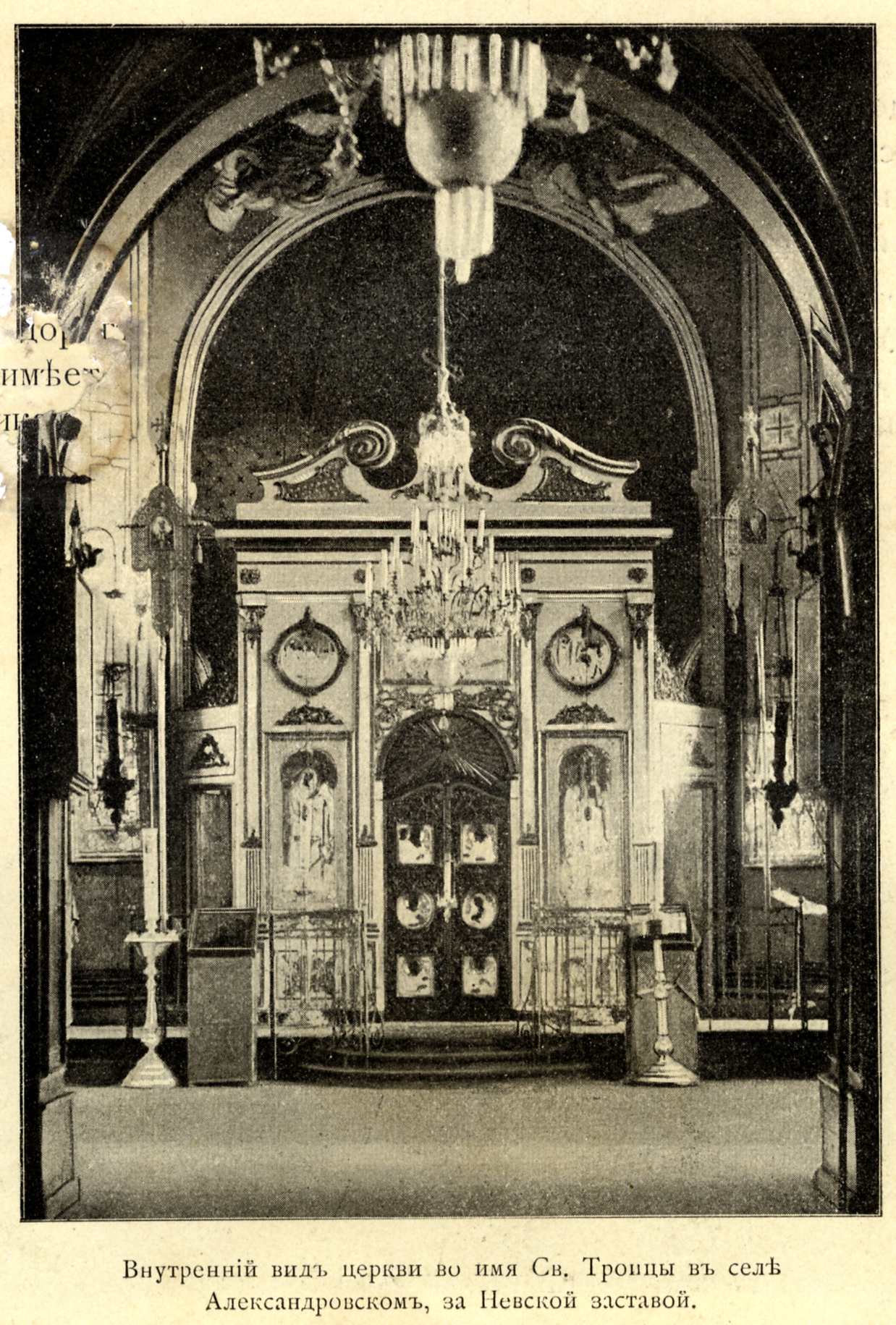
Vue de l'iconostase d'origine vers 1900
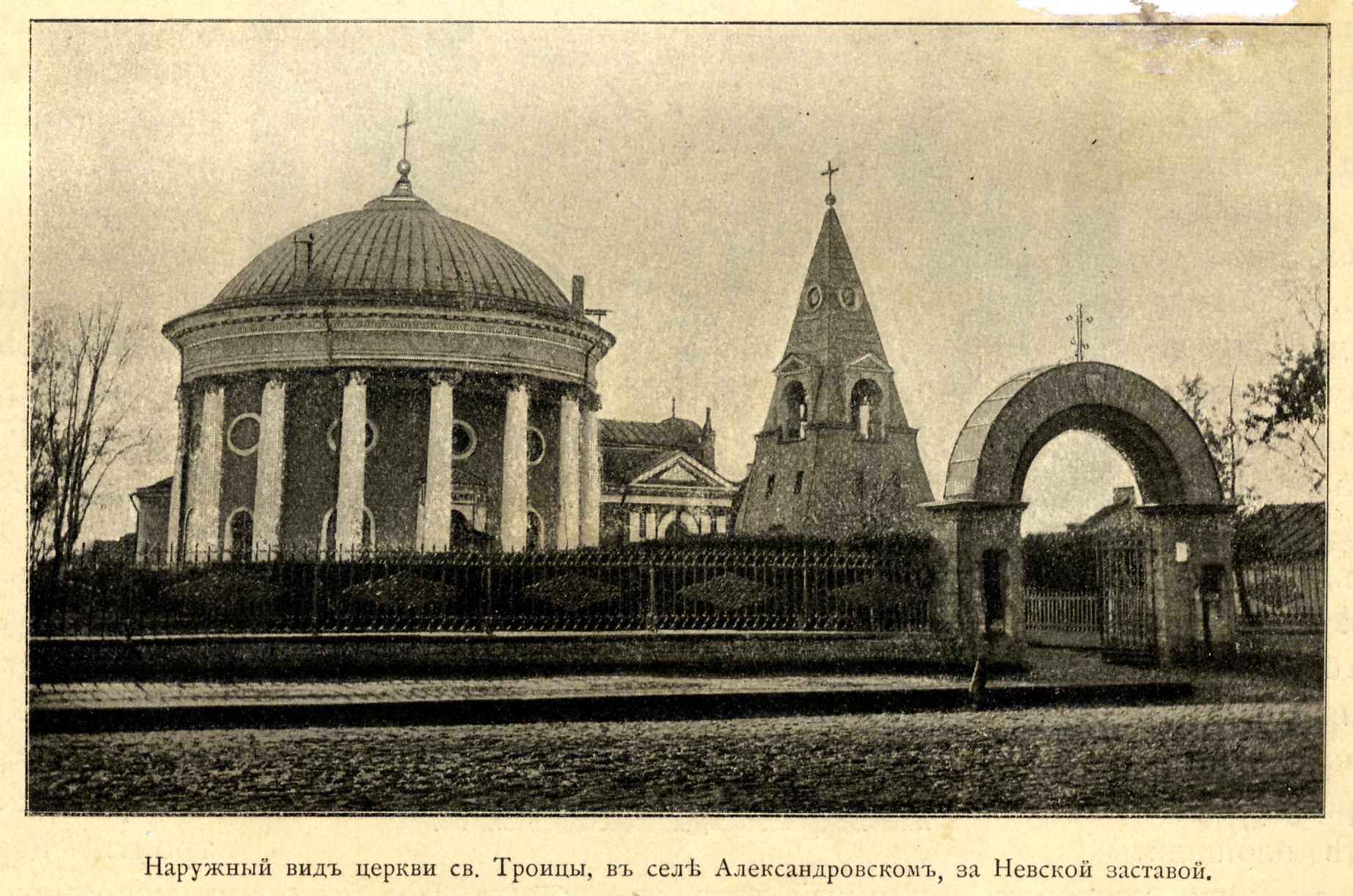
Vue de l'église en 1900
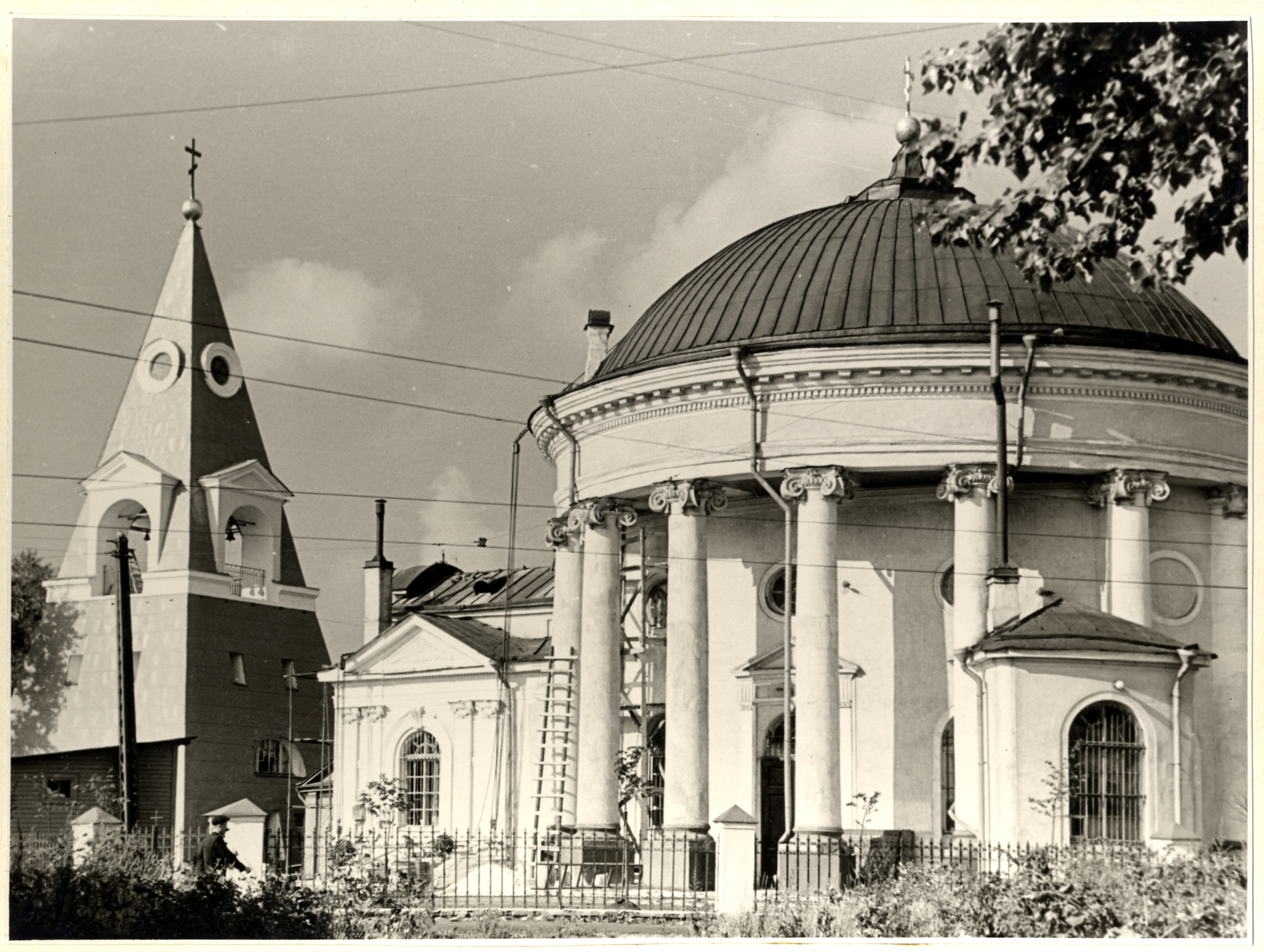
Vue de l'église dans les années 1960

## Adresse
- 235, avenue (ou perspective) de la Défense d'Oboukhov[4] (проспект Обуховской Обороны), Saint-Pétersbourg.

## Source
- (ru) Cet article est partiellement ou en totalité issu de l’article de Wikipédia en russe intitulé « Троицкая церковь «Кулич и Пасха» » (voir la liste des auteurs).